# Alvensleben (Familienname)
Alvensleben ist ein deutscher Familienname.

## Namensträger
- Achaz Heinrich von Alvensleben (1716–1777), deutscher Generalmajor
- Albrecht von Alvensleben (1794–1858), deutscher Politiker
- Albrecht von Alvensleben (Hofbeamter) (1879–1945), deutscher Rittergutsbesitzer und Hofbeamter
- Albrecht von Alvensleben-Schönborn (1848–1928), deutscher Kammerherr und Politiker
- Alkmar II. von Alvensleben (1841–1898), deutscher General
- Alkmar von Alvensleben (1874–1946), deutscher Mediziner
- Andreas von Alvensleben († 1565), deutscher Burgherr und Reformator
- Armgard von Alvensleben (1893–1970), deutsche Äbtissin und Bahnhofsmissionarin
- Busso V. von Alvensleben (erwähnt 1393–1432), deutscher Herrenmeister des Johanniterordens
- Busso VII. von Alvensleben (erwähnt 1441–1495), deutscher Burgherr, Obermarschall und Landeshauptmann
- Busso VIII. von Alvensleben († 1493), deutscher Geistlicher, Bischof von Havelberg
- Busso X. von Alvensleben (1468–1548), deutscher Geistlicher, Bischof von Havelberg
- Busso XVI. von Alvensleben (1792–1879), sachsen-coburgischer General und Hofmarschall
- Busso von Alvensleben (General) (1928–2009), deutscher Brigadegeneral
- Busso von Alvensleben (Diplomat) (* 1949), deutscher Diplomat
- Carl August von Alvensleben (1661–1697), deutscher Hofrat und Domherr in Magdeburg
- Christian von Alvensleben (* 1941), deutscher Fotograf
- Conrad Alvensleben (1874–1945), deutscher Elektrotechniker
- Constantin von Alvensleben (1809–1892), deutscher General der Infanterie
- Eduard von Alvensleben (1787–1876), deutscher Landrat
- Ferdinand von Alvensleben (1803–1889), deutscher Politiker
- Friederike von Alvensleben (1749–1799), deutsche Schauspielerin
- Friedrich von Alvensleben (Templer) (* um 1265; † um 1313), letzter Meister des Templerordens in Alemannien und Slawien
- Friedrich von Alvensleben (General) (1837–1894), preußischer Generalleutnant
- Friedrich Joachim von Alvensleben (1833–1912), deutscher Landrat
- Friedrich Johann von Alvensleben (1836–1913), deutscher Diplomat
- Gebhard XIV. von Alvensleben (erwähnt 1393–1425), deutscher Burgherr und Landeshauptmann
- Gebhard XVII. von Alvensleben († 1541), deutscher Landeshauptmann und Amtshauptmann
- Gebhard XXIII. von Alvensleben (1584–1627), deutscher Amtshauptmann
- Gebhard XXV. von Alvensleben (1618–1681), deutscher Historiker
- Gebhard XXVIII. von Alvensleben (1734–1801), deutscher Politiker und Gutsbesitzer
- Gebhard Hermann Werner von Alvensleben (1847–1906), General
- Gebhard Johann I. von Alvensleben (1576–1631), deutscher Gutsherr und Astronom
- Gebhard Johann Achaz von Alvensleben (1764–1840), deutscher Gutsbesitzer
- Gebhard Karl Ludolf von Alvensleben (1798–1867), preußischer General
- Gebhard Nikolaus von Alvensleben (1824–1909), preußischer Oberforstmeister
- Gustav von Alvensleben (1803–1881), deutscher General der Infanterie
- Gustav Hermann von Alvensleben (1827–1905), deutscher General
- Gustav Konstantin von Alvensleben (1879–1965), deutsch-kanadisch-US-amerikanischer Unternehmer
- Hans Bodo von Alvensleben (1882–1961), deutscher Gutsbesitzer und Verbandsfunktionär
- Hermann von Alvensleben (1809–1887), deutscher Rittergutsbesitzer und General
- Joachim I. von Alvensleben (1514–1588), deutscher Burgherr, Gelehrter und Reformator
- Johann Ernst von Alvensleben (1758–1827), deutscher Staatsmann
- Johann Friedrich II. von Alvensleben (1657–1728), deutscher Politiker und Diplomat
- Johann Friedrich von Alvensleben (Regierungspräsident) (1712–1783), deutscher Beamter
- Johann Friedrich VII. von Alvensleben (1747–1829), deutscher Gutsbesitzer und Landrat
- Johann Friedrich Karl von Alvensleben (1714–1795), deutsch-britischer Politiker
- Johann Friedrich Karl II. von Alvensleben (1778–1831), deutscher General
- Johann Ludwig Gebhard von Alvensleben (1816–1895), deutscher Gutsherr und Musiker
- Karl Johann von Alvensleben (1807–1877), deutscher Generalmajor
- Kuno von Alvensleben (1588–1638), deutscher Domherr, Mitglied der Fruchtbringenden Gesellschaft
- Louis von Alvensleben (1803–1884), preußischer Oberst
- Ludolf X. von Alvensleben (1511–1596), deutscher Staatsmann
- Ludolf von Alvensleben (Generalmajor) (1844–1912), deutscher General
- Ludolf August Friedrich von Alvensleben (1743–1822), deutscher Generalmajor und Festungskommandant
- Ludolf Jakob von Alvensleben (1899–1953), deutscher SS- und Polizeiführer
- Ludolf-Hermann von Alvensleben (1901–1970), deutscher Politiker (NSDAP) und SS-Gruppenführer
- Ludolf Udo von Alvensleben (1852–1923), deutscher Gutsbesitzer und Politiker
- Ludwig von Alvensleben (Schriftsteller) (1800–1868), deutscher Schriftsteller
- Ludwig von Alvensleben (Gutsbesitzer) (1805–1869), deutscher Gutsbesitzer, Unternehmer und Politiker
- Ludwig Karl Alexander von Alvensleben (1778–1842), deutscher Offizier
- Margarethe von Alvensleben (1840–1899), deutsche Äbtissin
- Oskar von Alvensleben (1831–1903), deutscher Maler
- Philipp Karl von Alvensleben (1745–1802), deutscher Diplomat und Politiker
- Reimar von Alvensleben (1940–2023), deutscher Agrarwissenschaftler
- Rudolf Anton von Alvensleben (1688–1737), deutscher Politiker
- Sophia von Alvensleben (1516–1590), deutsche Äbtissin
- Udo III. von Alvensleben (1823–1910), deutscher Rittergutsbesitzer
- Udo von Alvensleben (Manager), deutscher Eisenbahnmanager
- Udo von Alvensleben (Politiker) (1895–1970), deutscher Politiker (DNVP, NSDAP)
- Udo von Alvensleben (Kunsthistoriker) (1897–1962), deutscher Kunsthistoriker
- Udo Gebhard Ferdinand von Alvensleben (1814–1879), deutscher Politiker
- Valentin von Alvensleben (1529–1594), deutscher Burgherr
- Werner II. von Alvensleben (vor 1429–1472/1477), Burgherr auf Gardelegen und Hofbeamter
- Werner VIII. von Alvensleben (1802–1877), deutscher Generalleutnant
- Werner von Alvensleben (Schlosshauptmann) (Werner von Alvensleben-Neugattersleben; 1840–1929), deutscher Gutsbesitzer, Kammerherr und Schlosshauptmann
- Werner von Alvensleben (Politiker, 1858) (Werner Hermann Ludwig von Alvensleben; 1858–1928), deutscher Verwaltungsjurist und Politiker
- Werner von Alvensleben (Politiker, 1875) (1875–1947), deutscher Kaufmann und Politiker
- Wichard von Alvensleben (Politiker) († 1909), deutscher Gutsbesitzer und Politiker
- Wichard von Alvensleben (Offizier) (1902–1982), deutscher Land- und Forstwirt und Offizier
- Wichard von Alvensleben (Go-Spieler) (1937–2016), deutscher Jurist und Go-Spieler
- Wilhelm von Alvensleben (1779–1838), deutscher Domherr in Halberstadt und Rittergutsbesitzer